# Xóchitl Llarena del Rosario
Xóchitl Elena Llarena del Rosario (Veracruz, Veracruz, 1 de junio de 1939) es una médica y política mexicana, miembro del Partido Revolucionario Institucional (PRI). Fue diputada federal de 1982 a 1985.

## Biografía
Es médica con especialidad en ginecología egresada de la Escuela Nacional de Medicana de la Universidad Nacional Autónoma de México (UNAM).
Miembro del PRI desde 1959. Fue médica especialista en ginocología y obstetrica en el Instituto Mexicano del Seguro Social (IMSS) de 1961 a 1962 y posteriormente se dedició al ejercicio de la medicina en forma privada. De 1976 a 1979 fue diputada federal suplente por el distrito 27 del Distrito Federal, siendo diputado propietario Hugo Roberto Castro Aranda, pero sin llegar a ejercer nunca la diputación.
De 1977 a 1980 fue presidenta del comité del distrito 27 del PRI y luego secretaria de Acción Social y secreteria general adjunta del comité regional del PRI en el Distrito Federal en 1980 a 1982.
En 1982 fue elegida diputada federal en representación del Distrito 27 del Distrito Federal a la LII Legislatura que concluyó en 1985.